# Chevalier des Ombres
Chevalier des Ombres (titre original : Knight of Shadows) est un roman de fantasy publié en 1989, le neuvième du cycle des Princes d'Ambre de Roger Zelazny.